# 宗徧流
宗徧流（そうへんりゅう）は、山田宗徧に始まる茶道の一派。現在家元は神奈川県鎌倉市にあり、財団法人として茶道宗徧流不審庵がある。

## 歴史
山田宗徧は、本願寺第10世証如に仕えた周善（仁科盛俊）が開いた長徳寺の第5世にあたり、本姓は仁科である。父より長徳寺を受け継ぎ周学宗円と号したが、茶道を好み長徳寺を辞して母方の姓の山田を名乗った。承応元年（1652年）に千宗旦のもとで皆伝を得て、洛北鳴滝村三宝寺に庵を結んだ。このとき宗旦から贈られた四方釜にちなんで、大徳寺の翠巌から四方庵の額を受けている。明暦元年（1655年）宗旦の推挙で三河吉田藩の小笠原忠知に仕えた折りに、宗旦は利休以来の不審庵、自らの隠居の今日庵の庵号を用いることを許している。その後元禄10年（1697年）小笠原長重が武蔵岩槻藩に転封となるまで4代にわたって仕え、職を辞して江戸郊外の本所に茶室を構えて多くの門人を集めた。中でも豪商の鳥居宗逸には今日庵、三河新城藩主の菅沼定実には四方庵の庵号を譲り、自らは不審庵を称した。以来、山田家代々で小笠原家の茶堂を務めていたが、小笠原家領地だけでなく江戸下屋敷の近くにも茶室を構えていた。特に4世宗也は宗徧流中興と称せられる。
八代宗有は実業家山田寅次郎として、特にトルコとの交流で知られている。明治23年（1890年）、日本よりの帰途にあった親善使節を乗せたオスマン帝国軍艦エルトゥールル号が紀伊半島沖で難破沈没した。山田寅次郎は遺族に贈る義捐金を集め、青木周蔵外相の意によりトルコに赴き、皇帝アブデュルハミト2世の求めに応じて滞在を続けた。一時帰国の後もイスタンブールに中村商店を開いて、18年間に渡って日本とトルコの間を行き来していた。滞在中は通商や文化交流に貢献し、トルコ宮廷で茶の湯を披露するなどの活動のほか、日露戦争の際、ロシア軍艦のボスポラス海峡通過を日本に打電したという逸事が残る。ただし七代宗寿没後40年間の期間、宗徧流は家元不在となったままであった。大正12年（1923年）にようやく八代を継承すると、三島製紙の経営のかたわら宗徧流の振興に尽力した。

## 歴代
| 世   | 道号法諱 | 生没年月日           | 備考 |
| ---- | -------- | -------------------- | --- |
| 一   | 周学宗徧 | 1627年-1708年4月2日  | |
| 二   | 留学宗引 | 1668年-1724年3月29日 | 初代宗徧の甥、婿養子 |
| 三   | 江学宗円 | 1710年-1757年3月20日 | 初代宗徧の次男の山田宗屋の子 |
| 四   | 漸学宗也 | 1743年-1804年4月1日  | 三代宗円の子 |
| 五   | 靖学宗俊 | 1790年-1835年1月3日  | 四代宗也の子 |
| 六   | 義明宗学 | 1811年-1863年4月24日 | 宗徧流時習軒派吉田家からの養子 |
| 七   | 宗寿     | 1818年-1883年8月22日 | 六代宗学の妻 |
| 八   | 外学宗有 | 1866年-1957年2月13日 | 沼田藩江戸家老の中村家からの養子 |
| 九   | 幽香宗白 | 1900年-1971年4月20日 | |
| 十   | 成学宗囲 | 1908年-1987年        | 八代宗有の長男。初代宗徧の自由な茶風への回帰を求めて別名として開祖と同じ宗徧を名乗り始める。京都の一条恵観山荘を鎌倉の自邸内に移転し「止観亭」と名付け、国の重要文化財指定を受ける。著書多数。 昭和60年11月 勲三等に叙し瑞寶章を授与                                           |
| 十一 | 宗徧     | 1966年-              | 八代宗有の孫（山田長光）、幽々斎と号す。グローバルリーダー層を対象とした「wabisuki academy」を妻の山田宗里（1967年-、本名・理絵、元フジテレビ報道部）と運営する。長谷川理恵らをインストラクターにしたWabiYogaなるプログラムなども行なっている。 著書 ー 宗徧風 ー 破壊者の流儀 |

## 茶器
- 茶入銘「山桜」 - 吉良家・小林央通が初代山田宗徧に贈った茶入。家宝として継承され、現在は十一世宗徧が所持。前大僧正行尊「もろともに　あはれと思へ　山桜　花より外（ほか）に　知る人もなし」などに因む[7]。
- 花入銘「桂籠」 - 元禄赤穂事件の吉良邸茶会で使われた花入。創作では、討ち入りに居合わせた宗徧が抱えて逃げる処を大高忠雄に襲撃され、茶器に刃跡がついたとされる。全くの作り話で史実ではない[8]。